# Guaiacum sanctum
Guaiacum sanctum, tiếng Anh thường gọi là Holywood hoặc Holywood Lignum-vitae, là một loài thực vật có hoa thuộc họ creosote bush, Zygophyllaceae.

## Hình ảnh

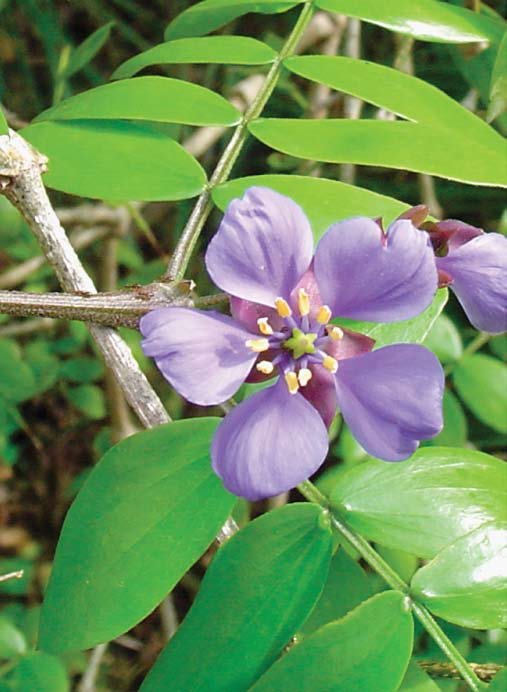
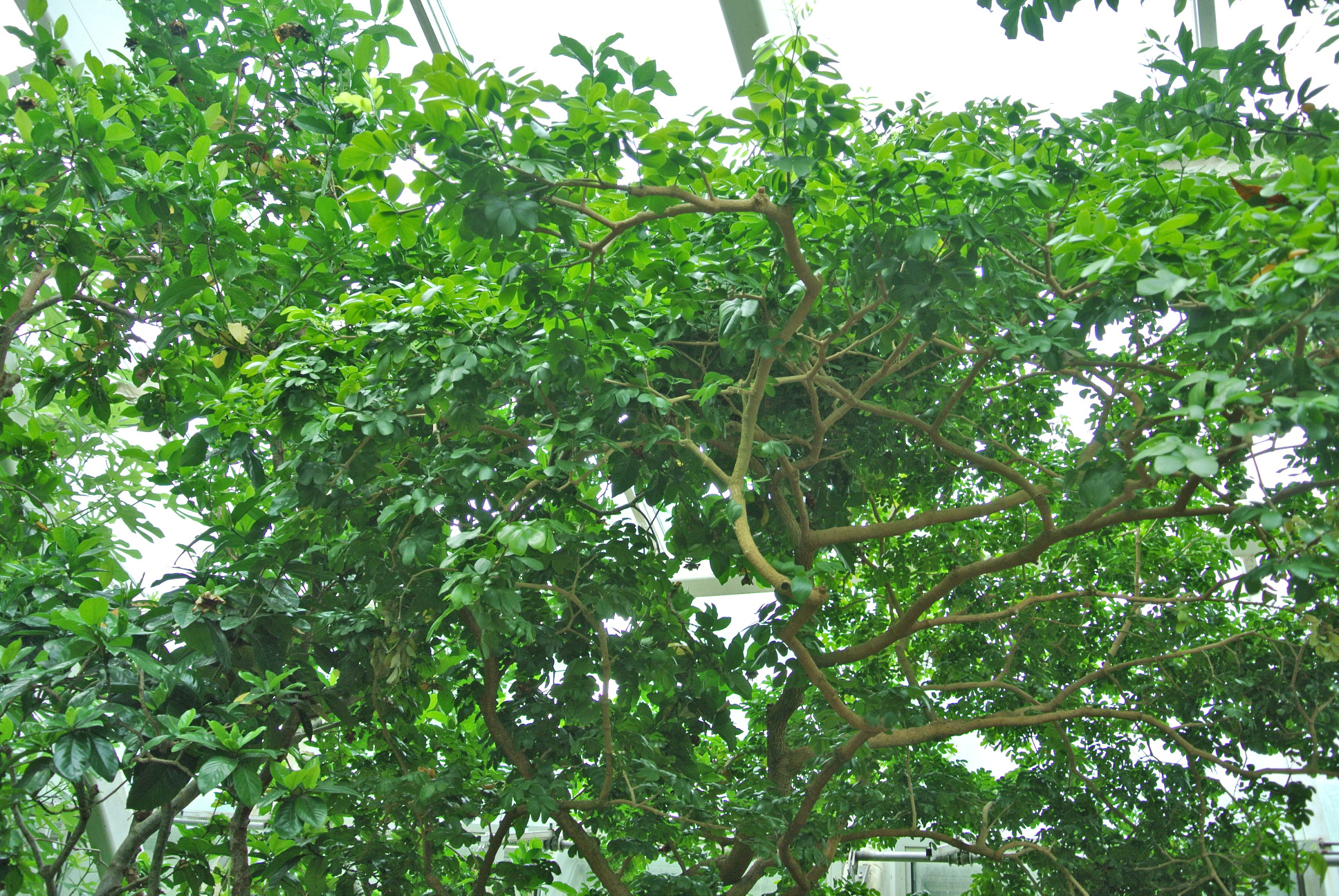